# Fajerberd
Fajerbird (Firebird, poznat i kao FirebirdSQL) je sistem za upravljanje relacionim bazama podataka. Otvorenog je koda i radi pod GNU/Linuks, Microsoft Windows i raznim Juniks platformama. Nastao je 2000-te kao derivat Borland-ovog Interbejsa (InterBase), ali je od verzije 1.5 uveliko ponovno isprogramiran.

## Istorijat
Kada je 25. jula 2000. objavljen sours kod InterBejsa 6.0 ubrzo je (za manje od nedelju dana) započeo projekat Fajerbird. Tada je i započeo rad na prebacivanju izvornog koda ca jezika C na jezik C++. Prvo stabilno izdanje novog kodbejsa bio je Fajerbird 1.5 objavljen 23. Februara 2004. Trenutno stabilna verzija je 2.1.3 koja je donela sa sobom podršku za: proceduralne trigere, rekurzivne upite i SQL:2003 MERGE klauzulu. Trenutno je u razvoju verzija 2.5 čije se konačno objavljivanje očekuje krajem godine.

## Osobine
1. Potpuna podrška za uskladištene procedure i trigere
2. Potpune ACID podržane transakcije
3. Referencijalni integritet
4. Multi generaciona arhitektura
5. Vrlo malo zauzeće resursa
6. Podrška za spoljne funkcije (UDF)
7. Opciona verzija servera u jednoj datoteci za aplikacije za jednog korisnika
8. Razni alati, uključujući i GUI administrativne alate i replikatorske alatke
9. Brojni načini pristupa bazi: native/API, dbExpress, ODBC, OLEDB, .Net provider, JDBC native type 4 driver, Python module, PHP, Perl
10. Inkrementalni bekup
11. Puna implementacija kursora preko PSQL-a

## Nagrade
- 2009. SourceForge Community Choice Award: Najbolji projekt za preduzeća. Finalista u kategorijama: Najbolji projekt i Najbolji projekt za Vladu.
- 2007. SourceForge Community Choice Award: Najbolji projekt za preduzeća, Najbolja korisnička podrška.

## Spoljašnje veze
- - zvanična stranica
- Архивирано на веб-сајту  (3. јул 2023)
- - kros-platformska administrativna alatka za